# シスター・ニヴェーディター

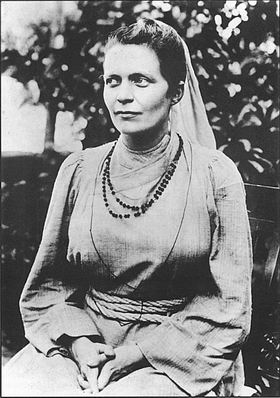
インドにて

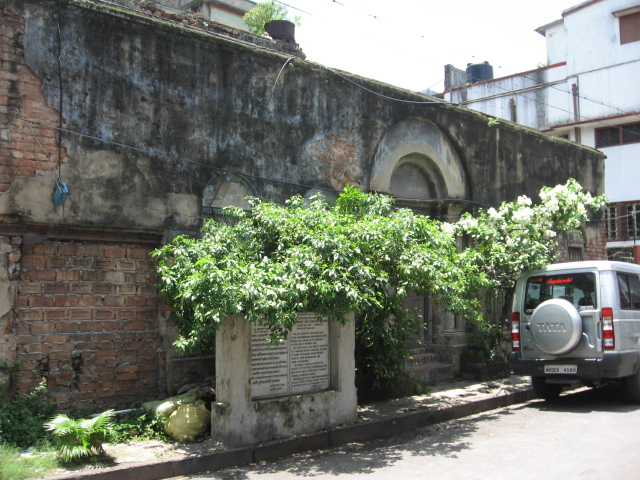
コルカタにある家

シスター・ニヴェーディター（Sister Nivedita；本名：マーガレット・エリザベス・ノーブル（Margaret Elizabeth Noble）、1867年10月28日 - 1911年10月13日）

は、アイルランド人の社会事業家、著述家、教育者、ヴィヴェーカーナンダの弟子である。

幼年時代と青年時代の初期をアイルランドで過ごした。 父親や大学教授から、人間への奉仕は神への真の奉仕だという教訓を学んだ。学校教師として働き、後には学校の開設も行った。
1895年にロンドンで、ラーマクリシュナの弟子である宗教家スワーミー・ヴィヴェーカーナンダに会い、1898年にコルカタに旅立った。ヴィヴェーカーナンダは彼女に「ニヴェーディター」（意味は"神への献身"）の名前を与え、1898年3月にはブラフマチャルヤ（性的な禁欲）の誓いを手ほどきした。1898年の11月に、彼女はコルカタのバッグバザー地区で女学校を開校させた。彼女は基礎教育を受けていない女子を教育することを望んだ。1899年にコルカタでペストが流行した際は、貧しい患者の看護や世話を行った。
ニヴェーディターは、ラーマクリシュナを宗祖とする宗教団体ラーマクリシュナ・ミッションと親密な関係にあった。しかし彼女はインドのナショナリズムの分野で積極的に貢献したので、政治活動を行わないラーマクリシュナ・ミッション（当時のミッション長はブラマーナンダ）の活動から公的な関係を断った。彼女はサーラダー・デーヴィー（ラーマクリシュナの形式上の妻で、夫の死後聖母として活動した人物）や、スワーミー・ヴィヴェーカーナンダの兄弟弟子たちと親しかった。
彼女は1911年10月13日にダージリンで死去した。彼女の墓碑銘には「インドに全てを捧げたシスター・ニヴェーディターはここに眠る」と記されている。